# Auburn (New York)
Pour les articles homonymes, voir Auburn.
Auburn est une cité (city) et le siège du comté de Cayuga, dans l'État de New York, aux États-Unis. Elle comptait 27 687 habitants lors du recensement de 2010.
Auburn a donné son nom au régime auburnien, un régime pénitentiaire d'isolement et de réhabilitation.

## Histoire
Le pénitencier, établi en 1816, est l'un des premiers où le travail en commun, l'isolement aux heures de repos, et le silence en tout temps, aient été introduits.

## Géographie
| Newark               | Weedsport | Sennett                   |
| Geneva               | Auburn    | Skaneateles (Skaneateles) |
| Horseheads (Corning) | Ithaca    | Cortland                  |

## Démographie
| Groupe            | Auburn | New York | États-Unis |
| ----------------- | ------ | -------- | ---------- |
| Blancs            | 86,3   | 66,8     | 72,4       |
| Afro-Américains   | 8,5    | 15,9     | 12,6       |
| Métis             | 3,1    | 3,0      | 2,9        |
| Autres            | 1,2    | 7,5      | 6,4        |
| Asiatiques        | 0,6    | 7,3      | 4,8        |
| Amérindiens       | 0,4    | 0,6      | 0,9        |
| Total             | 100    | 100      | 100        |
|                   |        |          |            |
| Latino-Américains | 3,6    | 17,6     | 16,7       |

Selon l'American Community Survey, pour la période 2011-2015, 92,97 % de la population âgée de plus de 5 ans déclare parler l'anglais à la maison, alors que 3,69 % déclare parle l’espagnol, 1,60 % une langue africaine, 0,79 % l'italien et 0,95 % une autre langue.

## Patrimoine
- L'église Saint-Pierre, construite entre 1868 et 1870.
- L'établissement correctionnel d'Auburn, seconde plus ancienne prison d'État de l'État de New York et qui a donné son nom au régime auburnien.